# Teresa Piulachs Moles
Teresa Piulachs Moles (Barcelona, 20 de setembre de 1939) és una infermera, llicenciada en Infermeria Clínica (BSN-MSN). Llicenciada en Ciències de l'Educació. I consultora clínica.

## Biografia
El febrer de 1967 s’incorpora com a infermera a l'Hospital de la Santa Creu i Sant Pau, i va posar en marxa la primera Unitat Coronària de Catalunya i d’Espanya. El 1969 va marxar a la Clínica Quirón, però torna a l'Hospital de la Santa Creu i Sant Pau com a Sots-Cap del Departament d’Infermeria i com Cap d’Estudis de l’Escola d’ATS. El 1971 va ser nomenada Directora de l’Escola Universitària d’Infermeria de la Santa Creu i Sant Pau de Barcelona fins al 1988.
Membre activa de les comissions i grups de treball i negociació amb el Ministeri de Sanitat que van possibilitar l'entrada de la Infermeria a la Universitat. Presidenta de la Comissió creada pel Consejo Nacional per a l'elaboració del Plan de Estudios de la Diplomatura de Enfermería.
Sempre al dia de les tendències de la infermeria internacional, va ser membre del Comitè d’Experts de l'OMS (1977-1988).
Creadora i impulsora d’un projecte curricular i pedagògic dels estudis d'infermeria que servirien com a model pel Ministeri d’Educació per a l'elaboració de les directrius generals de la Diplomatura en Infermeria. Una gran líder en la professió infermera i lluitadora incansable perquè la titulació d’infermeria fos una llicenciatura.
El 1988 deixa l’Escola Universitària d’Infermeria de l’Hospital de la Santa Creu i Sant Pau i crea la Fundació DOMO, institució sense afany de lucre on va exercir de directora fins al 2003. Des de 1981 organitza i dirigeix seminaris i grups terapèutics per a persones afectades de càncer i altres malalties greus.
Mestra referent de multitud d’infermeres i altres professionals de la salut a qui ha format en els múltiples cursos i seminaris que organitza i dirigeix amb relació a ajuda i acompanyament en els processos de viure i de morir,.

## Reconeixements
El 2009 el Col·legi Oficial d'Infermeres i Infermers de Barcelona (COIB) li lliurà el premi a la trajectòria professional per la seva valentia, la seva privilegiada visió de futur i capacitat per a la innovació, sense renunciar a la concepció humanista de la cura, pel seu lideratge actiu en tot el procés necessari per a la transformació dels estudis d’infermeria i l’accés de les infermeres al Grau de Llicenciatura i pel seu compromís continuat amb la pràctica assistencial.